# Bagrat V van Georgië
Bagrat V, "de Grote" (Georgisch: ბაგრატ V დიდი, Bagrat V Didi) (gestorven in 1393) was de zoon van de Georgische koning David IX met wie hij vanaf 1355 samen regeerden en met de dood van zijn vader in 1360 werd hij gekroond tot koning. Bekend om zijn rechtvaardigheid, populariteit en als een perfecte soldaat werd hij "Bagrat de Grote" genoemd door zijn multi-etnische onderdanen.
In het begin van zijn heerschappij greep de Zwarte Dood om zich heen in Georgië waaraan ook Bagrats eerste vrouw, Helena, stierf in 1366. Later was hij een bondgenoot van de Kan van de Gouden Horde, Tochtamysj in zijn oorlog tegen Timoer Lenk. In de late herfst van 1386 viel Timoer met een reusachtig leger Georgië binnen. Tbilisi werd belegerd en ingenomen op 22 november 1386 na een hevig verzet. De stad werd geplunderd en Bagrat V en zijn familie werden gevangengenomen. De vazal Alexander I van Imereti maakte gebruik van de onrust en riep zichzelf uit als onafhankelijke heerser en werd tot koning van Imereti gekroon in het Gelatiklooster in 1387.
Bagrat V werd uiteindelijk vrijgelaten nadat hij zich tot de islam had bekeerd. In de lente van 1387 viel Timoer Georgië nogmaals binnen, maar wist de Georgiërs niet tot overgave te dwingen. Nieuws dat Perzië in opstand was gekomen en dat Tochtamysj op weg was naar Azerbeidzjan zorgden ervoor dat Timoer het land verliet. In 1389, na de dood van Alexander van Imereti, wist Bagrat zijn opvolger weer ondergeschikt te maken.
Bagrat V stierf in 1393 en werd opgevolgd door George VII.